# Robert A. Stemmle
Robert Adolf Stemmle, född 10 juni 1903 i Magdeburg, död 24 februari 1974 i Baden-Baden, var en tysk manusförfattare och regissör. Stemmle var även medgrundare till kabaréshowen Die Katakombe 1929 tillsammans med bland andra Werner Finck. Under 1930-talet och 1940-talet var han regissör på UFA, och liksom de flesta ledande regissörer som verkade i Nazityskland var han involverad i propagandafilmer som Quax, alla tiders flygare och Jungens till vilka han skrev manus. Han kunde ändå fortsätta karriären efter andra världskrigets slut och var verksam fram till 1970-talets början.

## Filmografi, urval
- 1934 – Charleys tant (manus, regi)
- 1936 – Födelsemärket (manus)
- 1937 – Den falske Sherlock Holmes (manus)
- 1938 – Mysteriet Betty Bonn (manus, regi)
- 1941 – Quax, alla tiders flygare (manus)
- 1943 – Johann (manus, regi)
- 1948 – Farligt vittne (manus)
- 1948 – Livet tillhör oss (manus)
- 1948 – Storstadsmelodi (regi)
- 1950 – Våld i hemlighet (manus)
- 1951 – Förvildad ungdom (manus, regi)
- 1952 – Toxi (manus, regi)
- 1954 – Emil och detektiverna (manus, regi)
- 1960 – Det sista vittnet (manus)